# Kanadische Badmintonmeisterschaft 1937
Die Kanadische Badmintonmeisterschaft 1937 fand Anfang März 1937 in Vancouver statt.

## Finalresultate
| Disziplin    | Sieger                   | Finalist                          | Ergebnis          |
| ------------ | ------------------------ | --------------------------------- | ----------------- |
| Herreneinzel | Dick Birch               | Joe Zaharko                       | 15-11, 15-10      |
| Dameneinzel  | Anna Patrick             | Dorothy Walton                    | 1-11, 11-8, 11-8  |
| Herrendoppel | Jack Sibbald Joe Zaharko | Charlie Jones Art Snell           | 15-6, 15-18, 15-9 |
| Damendoppel  | Anna Patrick Vess O’Shea | Margaret Robertson Ruth Robertson | 8-15, 15-10, 15-9 |
| Mixed        | Dick Birch Anna Patrick  | Bev Mitchell Ruth Robertson       | 15-6, 15-12       |